# Baloise Ladies Tour
Le Baloise Ladies Tour (BeNe Ladies Tour jusqu'en 2020) est une course cycliste féminine par étapes qui se tient aux Pays-Bas et en Belgique au mois de juillet. Classée 2.2 dans le programme officiel de l'UCI lors de ses 3 premières éditions, elle est depuis l'édition 2017, classée 2.1.

## Palmarès
| Année | Vainqueur        | Deuxième             | Troisième           |                  |
| ----- | ---------------- | -------------------- | ------------------- | ---------------- |
| 2014  | Emma Johansson   | Jolien D'Hoore       | Shara Gillow        |                  |
| 2015  | Jolien D'Hoore   | Floortje Mackaij     | Elena Cecchini      |                  |
| 2016  | Jolien D'Hoore   | Floortje Mackaij     | Élise Delzenne      |                  |
| 2017  | Marianne Vos     | Alice Barnes         | Annette Edmondson   |                  |
| 2018  | Marianne Vos     | Lisa Klein           | Katie Archibald     |                  |
| 2019  | Lisa Klein       | Amy Pieters          | Marlen Reusser      |                  |
| 2020  | annulé/abandonné | annulé/abandonné     | annulé/abandonné    | annulé/abandonné |
| 2021  | Lisa Klein       | Mieke Kröger         | Anna Henderson      |                  |
| 2022  | Ellen van Dijk   | Lorena Wiebes        | Audrey Cordon-Ragot |                  |
| 2023  | Lucinda Brand    | Emma Norsgaard Bjerg | Anna Henderson      |                  |
| 2024  | Lorena Wiebes    | Pfeiffer Georgi      | Thalita de Jong     |                  |
| 2025  |                  |                      |                     |                  |